# Antonio Criniti
Antonio Criniti (Pinerolo, 29 ottobre 1970) è un dirigente sportivo, allenatore di calcio ed ex calciatore italiano, di ruolo attaccante.

## Carriera

### Giocatore

Criniti in azione alla Triestina nel 1999

Nato a Pinerolo da genitori calabresi, ha giocato in Serie A con Cagliari, Brescia e Perugia. Ha poi giocato in Serie B con Reggina, Catanzaro, Palermo, Avellino, e Brescia. È stato un attaccante brevilineo e rapido, perlopiù decisivo a partita in corso.
Vanta inoltre un gol nella semifinale di andata della Coppa UEFA 1993-1994, mentre giocava col Cagliari: entrato da pochi minuti con la sua squadra sotto per 2-1 contro l'Inter, segna il gol del momentaneo 2-2; la partita finirà 3-2 per i sardi.
Conta 45 partite e 4 gol in Serie A.
Chiude la carriera alla Pescatori Ostia, prima da giocatore poi da allenatore.

### Allenatore e dirigente
Inizia la sua carriera da allenatore nella sua ultima squadra da professionista, la Virtus Bagnoregio. Dopo un anno si trasferisce nuovamente nella Sardegna che l'aveva ospitato nel 1993 da giocatore: la sua prima esperienza è con il Pula, in Promozione.
Il 18 novembre 2009 diventa direttore sportivo della Virtus Bagnoregio, squadra di Eccellenza laziale, e il suo primo acquisto è stato il fratello Gianfranco, prelevato dal Sulmona (squadra di Eccellenza abruzzese) dove aveva già segnato 7 gol in 9 partite.
Nell'agosto del 2011 diventa il nuovo allenatore degli Allievi Nazionali del Montichiari. Il 14 novembre, dopo l'esonero di Claudio Ottoni, viene promosso alla guida della prima squadra, affiancato da Mauro Rosin. Nel gennaio 2012 rassegna le dimissioni da allenatore della prima squadra e torna agli Allievi Nazionali. E stato dirigente del Bellaria
Da luglio 2014 è al Monza come allenatore degli Allievi Nazionali. L'inizio della stagione 2015-2016 lo vede sulla panchina della Folgore Caratese, squadra di Serie D. Dal 30 novembre 2016 subentra a Matteo Andreoletti sulla panchina del Seregno Calcio, dimettendosi però dopo appena due giornate. Nel 2017 è al Montichiari , nel 2018 fonda l'omonima  accademy ,nel 2020 è alla guida della juniores del Bari Sardo , nel 2021 allena le giovanili del Giarre ed è DG della  Gioiese, nel 2022 allena la Bovalinese, il Chiaravalle ed è dirigente del Fortuna Martina, dal 2023 è direttore scouting del San Bruno